# Smart Package Manager
Smart est un logiciel de gestion de paquets multi-distributions, distribué sous la licence publique générale GNU. Il a pour objectif de créer des algorithmes portables et intelligents pour régler correctement le problème de la gestion d'installation, de mise à jour et de suppression de logiciels.
Le logiciel Smart sait gérer divers systèmes de paquetages (actuellement[Quand ?] .deb, .rpm et Slackware, mais il est possible d'ajouter facilement d'autres systèmes).  Il n'a toutefois pas pour but d'être la solution au problème de compatibilité des méta-paquets entre distributions.  S'il sait gérer ces divers systèmes, il n'utilise que celui ou ceux installés sur la distribution hôte.
Smart a été conçu pour fonctionner sur la plupart des distributions GNU/Linux majeures et a été testé sur Debian, Mandriva Linux et Slackware. À terme, il a pour objectif d'offrir des avantages notables par rapport aux outils de gestion de paquetage actuellement répandus, tels que APT, yum, URPMI.
Ce programme a été écrit majoritairement en Python. Quelques parties critiques en performances sont codées en C.